# Stazione di Bruzolo
La stazione di Bruzolo è una fermata ferroviaria posta sulla linea del Frejus, a servizio del comune di Bruzolo.

## Storia
La fermata di Bruzolo venne attivata l'8 novembre 1915.
Il 26 novembre 1920 venne attivato l'esercizio a trazione elettrica a corrente alternata trifase; la stazione venne convertita alla corrente continua il 28 maggio 1961.